# ばいかる丸
ばいかる丸（ばいかるまる、Baikal Maru）は、日本の商船。
1921年（大正10年）大連航路の貨客船として建造されたが、病院船として徴傭され、第二次世界大戦（太平洋戦争・大東亜戦争）中に被雷座礁した。戦後は係留したまま練習船として用いられたが、大改装され捕鯨船（捕鯨母船）として運用された上、冷凍工船に再改装されて極星丸（きょくせいまる）に改名後、1968年（昭和43年）に解体された。

## 船歴

### 大連航路・座礁事故
ばいかる丸ははるびん丸に続く大阪港-神戸港-門司港-大連港間の大連航路用として大阪商船（現・商船三井）が発注した貨客船で、設計は英国商務院規定に基づき、支水隔壁や船底全面の二重底を採用した。電気溶接が採用され湾曲部竜骨は全面溶接で作られた。さらに、大阪商船の貨客船で初めて主機に蒸気タービン機関が採用され、ボイラーに江崎式スーパーヒーターが搭載された。こうした経緯から、船体は三菱重工業神戸造船所で建造され、 1920年（大正9年）12月1日に起工。1921年（大正10年）5月10日の進水後に主機設置や艤装を三菱重工業長崎造船所で行うという、変則的な建造方法が採られた。船内の配置ははるびん丸と同じで、特別船室や二等食堂には扇風機が設置されたほか、公試運転後に操舵室の天蓋をキャンパスから木製天井に交換している。9月15日に竣工したばいかる丸は、10月11日から嘉義丸に代わって大連航路に投入された。
1928年（昭和3年）5月、済南事件に伴う山東省への派兵（第三次山東出兵）では、ばいかる丸の徴傭が検討されたが、5月4日に断念された。
1929年（昭和4年）6月11日11時、大連から門司に向かう途中濃霧で進路を誤り、木浦西方約60海里の黒山島で座礁した。座礁後、前方下甲板から浸水し船体が左舷に傾斜し始めたため、救難信号を発した。大阪商船は門司港に停泊中の「河南丸」と青島を出航したばかりの「泰山丸」を急行させた。409名の乗客は、端艇と地元漁民の漁船で島に上陸した後、事故現場を通りかかった「長生丸」に移乗して仁川に向かった。また、救難信号を受信した鎮海湾要港参謀長は、13時30分に駆逐艦「梨」「竹」を出発させたほか、近くにいた測量艦「大和」が急行し、19時50分に現場に到着、乗組員の救助などを行った。ばいかる丸の船体は、6月13日にサルベージ船によって離礁した。
1933年（昭和8年）2月17日23時29分、瀬戸内海で外国船籍の貨物船「モンガナ」と衝突して船首と左舷艦尾を損傷した。364名の乗客は無事だったが、損傷により神戸港に戻った。この事故で5万円の被害を被った。
1937年（昭和12年）7月、日中戦争（支那事変）勃発に伴い、大日本帝国陸軍に病院船として徴傭された。1938年（昭和13年）5月には、ばいかる丸の無線機を軍事利用するための許可願いが提出されている。

### 青島航路・再び病院船へ
1939年（昭和14年）8月12日、東亜海運（現・東京湾フェリー）の設立に伴い現物出資され、同社の所属となった。同年10月に徴傭を解除され、11月24日から神戸港-青島港の青島航路に就役した。
1941年（昭和16年）11月、再び陸軍に徴傭されたばいかる丸は、12月13日に広島県宇品を出港し大連に向かった。1942年（昭和17年）8月まで、大連、基隆、上海、釜山と日本本土の間で運航された。3月11日午前6時、北緯31度0分 東経126度45分 / 北緯31.000度 東経126.750度の東シナ海上でアメリカ海軍のポーパス級潜水艦「ポラック」に砲撃され、3発が命中し乗組員2名が負傷した。5月20日、木村兵太郎陸軍次官から西春彦外務次官宛てに、ばいかる丸とうらる丸、亜米利加丸、まにら丸、龍興丸、しあとる丸、北辰丸と共に病院船として通告された。8月以降、シンガポールやラングーン（現・ヤンゴン）、マニラと日本本土の間で患者移送に用いられた。
1943年（昭和18年）2月頃からシンガポールを拠点にラングーンやパレンバン、ジャカルタ、サイゴン方面で運航された。5月23日、ラングーン停泊中に連合国の軍用機が7機飛来し、3機がばいかる丸に機銃掃射を加えた。被害は無かったが、連合国側の戦時国際法違反行為として、5月25日には新聞各紙も写真入りで報じた。6月30日に宇品に帰還し、10月からシンガポール、ジャカルタ、パレンバン、マニラ方面で運航された。
1944年（昭和19年）2月には太平洋上のパラオへ、5月にはハルマヘラ島まで運航された。その後は日本軍の守勢に伴い行動範囲が狭まり、10月以降はマニラや台湾と日本本土を往復した。12月に宇品に出航した際には、海田市町（現・海田町）沖で停泊し、夜間のうちに赤十字を描いた爆薬入りの木箱を2晩かけて積載した。次に寄港した門司港では、白く塗装し赤十字を描いた大発動艇に加え、陸軍予備士官学校を卒業したばかりの見習士官の一隊が乗船した。これらは戦時国際法違反行為で、船窓には航海中カーテンが降ろされ、見習士官が甲板に出るときには上着を脱いだ白シャツ姿だった。
1945年（昭和20年）3月、ばいかる丸に基隆からレイテ島北端のアパリを向かい、待機中の人員を収容するよう命令が下った。3月27日、ばいかる丸はアパリに到着したが、米軍機が飛来し監視と示威飛行を始めたため短艇を降ろせなかった。夜間や移動しての作業を試みたが、夜間も照明弾を投下して監視が続くため、3月28日、ばいかる丸は人員収容を断念し汽笛を鳴らしながら帰途についた。この時収容しようとした人員は、飛行機を失い待機中だった戦闘機搭乗員だったとされている。5月14日、ばいかる丸は大分県姫島沖で触雷し大破、座礁し、そのまま終戦を迎えた。

### 捕鯨母船へ改装
終戦後、GHQの日本商船管理局（en:Shipping Control Authority for the Japanese Merchant Marine, SCAJAP）によりSCAJAP-B001の管理番号を与えられたばいかる丸は浮揚の後山口県笠戸島に曳航され、さらに兵庫県尼崎で係留されたまま、海技専門学院（現・海技大学校）分教場の練習船として短期間用いられた。その後は、木津川河口で係留されていた。
一方、戦前に極洋丸で南極海での母船式捕鯨を行っていた極洋捕鯨（現・極洋）は、大洋漁業（後にマルハ、現・マルハニチロ）と日本水産（現・ニッスイ）が南氷洋捕鯨を再開する中、戦時中に座礁した極洋丸のサルベージの許可を連合国軍最高司令官総司令部（GHQ）に求めていた。しかしGHQは許可せず、極洋捕鯨は母船式捕鯨を再開できないままだった。1947年（昭和22年）に山下汽船（現・商船三井）からタンカー第五山水丸（元・3TL型戦時標準船）を購入して三菱重工業長崎造船所で捕鯨母船への改装を始めたが、6月12日にGHQが南氷洋捕鯨を2船団（大洋漁業の第一日新丸と日本水産の橋立丸）のみ認めることを発表した。そのため極洋捕鯨は第五山水丸の改装を中止し、タンカーとして大洋漁業や日本水産の捕鯨船団に随伴させたほか、新たに建造したキャッチャーボートも2社の捕鯨船団に編入させた。また、1946年（昭和21年）から大洋漁業が開始した小笠原諸島近海の捕鯨に、1947年の第2次小笠原捕鯨から日本水産と共同で出漁し、3月4日から5月25日の間に131頭を捕獲した。翌1948年（昭和23年）の第3次小笠原捕鯨からは、捕鯨母船に日本水産の海幸丸（元・2TM型戦時標準船）を用い、1949年（昭和24年）の第4次小笠原捕鯨は3社の共同経営でキャッチャーボートが4隻に倍増して205頭を捕獲するなど、好成績を挙げた。同年6月、第4次小笠原捕鯨を最後に大洋漁業と日本水産は小笠原捕鯨から撤退し、極洋捕鯨の単独事業とすることで3社の協定が結ばれた。極洋捕鯨は自前の捕鯨母船が必要となり、係船中のばいかる丸に目を付けた。10月20日、極洋捕鯨が購入したばいかる丸は、佐野安船渠（現・新来島サノヤス造船）で捕鯨母船へ大改装された。

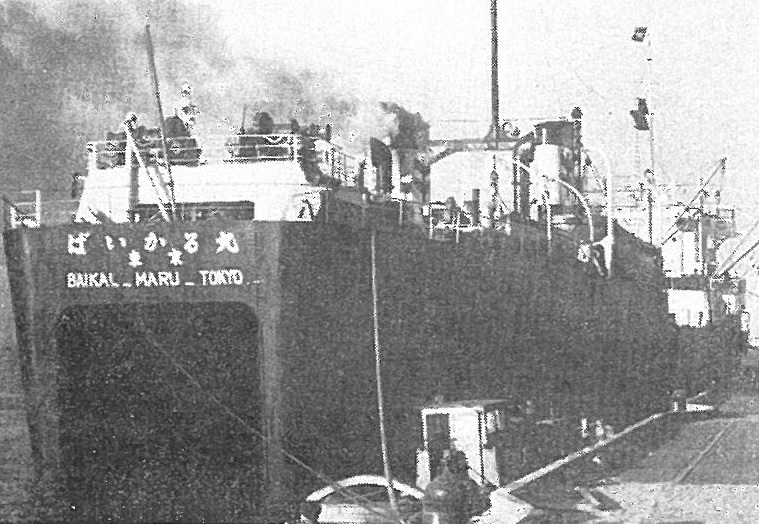
捕鯨母船に改装されたばいかる丸

捕鯨母船への改装の際、船体中央にあった船楼を撤去し、新たに船首楼と船尾楼を設置。中央にデリックを伴う解剖甲板、船尾にクジラを揚収するためのスリップウェイを設けた。主機は旧海軍の艦本式22号10型ディーゼル機関に換装した。鯨油を製造するためのボイラーにはプレスボイラーを搭載したが、1951年（昭和26年）に高性能のクワナーボイラー3基に換装した。
1950年（昭和25年）3月9日、ばいかる丸の改装工事が完工し、3月12日にばいかる丸の船団は第5次小笠原捕鯨に大阪港を出航し、3月17日から6月9日の間にイワシクジラ243頭、マッコウクジラ63頭を捕獲した。1951年の第6次小笠原捕鯨では、3月17日から6月10日の間に小笠原捕鯨で最多のイワシクジラ280頭、マッコウクジラ60頭を捕獲した。帰航後、ばいかる丸は南氷洋捕鯨のために耐氷構造の強化や燃料タンク増設、解剖甲板の改装などの再改装が施されたが、連合国や加盟したばかりの国際捕鯨委員会（IWC）を刺激するのを恐れた日本政府は、極洋捕鯨に南氷洋捕鯨の許可を出すのを渋った。そこで極洋捕鯨は、IWCやGHQの管理外のマッコウクジラ捕鯨をオーストラリア・ニュージーランド海域で行った。10月1日に出航したばいかる丸と5隻のキャッチャーボートの船団は、翌1952年（昭和27年）3月31日に帰港するまでに222頭のマッコウクジラを捕獲したが、出航時に約16万円/tだった鯨油が帰航時に4万円/tに暴落した上に、荒天と不漁が重なり極洋捕鯨は2億円の赤字を計上し、南氷洋捕鯨を断念するに至った。直後の第7次小笠原捕鯨では、ばいかる丸と5隻のキャッチャーボートは4月27日から6月20日の間にザトウクジラ1頭とイワシクジラ411頭、マッコウクジラ18頭を捕獲したが、鯨肉の鮮度低下などで市場価格が下落し、採算が悪化したため、北洋捕鯨の再開と同時に小笠原捕鯨は取りやめられた。
1952年、サンフランシスコ講和条約発効により北洋地域（太平洋最北部・オホーツク海・ベーリング海）での捕鯨が可能となった。極洋捕鯨はばいかる丸で戦後初の北洋捕鯨を行うこととなり、大洋漁業と日本水産に共同出漁を要請した。2社は鯨油価格の低迷で難色を示したが、外交官出身で創業者の山地土佐太郎と同じ高知県生まれの法華津考太副社長（後に極洋社長）が中心となり、4隻のキャッチャーボートのうち各1隻を2社が提供した。7月10日に出航した10年ぶりの北洋捕鯨（戦後第1次北洋捕鯨）は、国内交渉の難航で9月29日までの2ヶ月のみで、捕獲頭数も319頭（シロナガス換算（BWU）178.6頭）だった。しかし、極洋捕鯨に7億円の収益をもたらしたほか、戦後初の北太平洋での操業で日本船団の安全性を立証した。1953年（昭和28年）5月10日から10月11日の第2次北洋捕鯨は、水産庁が資源保護のために操業船を沿岸捕鯨および休漁中の捕鯨船に限定したが、ばいかる丸の船団は前年の2倍となるひげ鯨700頭（BWU358.1頭）を捕獲した。第2次北洋捕鯨の好成績で、1954年（昭和29年）の第3次北洋捕鯨は2船団（ばいかる丸と錦城丸）を出漁し、3社の共同事業に沿岸捕鯨を実施していた日東捕鯨と日本沿岸捕鯨を加え、BWU350頭の捕獲枠で行うことで許可が与えられた。5月7日から10月8日の第3次北洋捕鯨で、ばいかる丸とキャッチャーボート5隻の船団は、ひげ鯨1,087頭（BWU528.6頭）を捕獲した。

### 冷凍工船へ再改装・引退
捕獲頭数が増加する北洋捕鯨に対応して、極洋捕鯨は1955年（昭和30年）2月3日、元戦時標準船の鶴岡丸を購入して捕鯨母船に改装、極洋丸と改名して第4次北洋捕鯨に参加した。さらに、1956年（昭和31年）5月23日にアリストテレス・オナシスが保有するパナマ船籍の捕鯨母船「オリンピック・チャレンジャー」を船団ごと購入し、第二極洋丸と改名して15年ぶりの南氷洋捕鯨に投入した。これに伴い、ばいかる丸は捕鯨母船から冷凍船兼工船（冷凍工船）に再改装され、1955年3月1日に極星丸に改名された。
同年、極星丸は1954年から極洋捕鯨が行っていた北洋漁業のサケ・マス母船として出漁する事になり、23隻の独航船と4隻の調査船からなる船団で釧路港を出航した。極星丸の船団は、5月7日から8月26日の間に前年（3,368t）の2倍近い6,091tを漁獲した。翌1956年（昭和31年）には、極洋捕鯨系列の太平洋海運で運航されていたタンカー第五山水丸を改装し極山丸としてアリューシャン列島海域の母船として運航したため、極星丸はオホーツク海域の母船として運航される予定だった。しかしソビエト連邦による北洋漁業の規制が始まり、ニコライ・ブルガーニンと河野一郎農林水産大臣との会談で船団数が限定されたため、極洋捕鯨は極山丸と報国水産（現・ホウスイ）の厳島丸を母船としてアリューシャン海域に出漁した。オホーツク海域の極星丸の船団は廃止され、20隻の独航船のうち8隻は極山丸の船団に、12隻は厳島丸の船団に編入された。
その後、極星丸は新造の冷凍船である極光丸と共に、極洋丸の船団に参加し北洋捕鯨に従事した。1962年（昭和37年）以降は、従来の3社共同出漁から極洋捕鯨と傘下の北洋捕鯨による単独出漁となったため、1960年（昭和35年）にイギリスから購入した冷凍船極嶺丸と共に極洋丸の船団に従事したのが、最後の捕鯨となった。1961年（昭和36年）には、1959年から始まっていた北洋底魚漁業に、底曳網・刺し網・延縄兼業の23船団の1船団として極星丸の船団も出航した。しかし許可が必要ない事業だったことから、極洋捕鯨・日本水産・大洋漁業・函館公海漁業の4社で魚粉製造の5船団を含め33船団も出漁した。そのため総漁獲量が急増し価格が暴落し、各船団とも採算割れを起こした。1962年（昭和37年）に北洋底魚漁業は許可制となり、極洋捕鯨は極星丸と千代田丸、極山丸の船団を統合し同年は極光丸、翌1963年（昭和38年）は千代田丸が母船として出漁した。極星丸は1967年（昭和42年）10月20日に売却、1968年（昭和43年）に解体されて47年の数奇な船齢を閉じた。極星丸の名前は、1971年（昭和46年）4月27日にノルウェーから購入した元捕鯨母船コスモスIVに引き継がれた。

## 登場作品

### 絵本
柳原良平『ばいかる丸』 岩崎書店 ISBN 9784265062119
貨客船として建造され、病院船を経て捕鯨母船となったばいかる丸の半生を描いた絵本。表紙には大阪商船時代のばいかる丸、裏表紙には捕鯨母船のばいかる丸が描かれている。内部図解も描かれているほか、他の艦船や大連埠頭待合所の建物も細かく描かれていたり、進水後の移動や国際法違反の兵員輸送にも触れるなど、船に造詣が深かった柳原のこだわりが見える作品とされている。1963年（昭和38年）初版、2017年（平成29年）10月復刻。

### アニメ
『ばいかる丸』
上記の絵本を原作として1966年（昭和41年）に製作された約10分の短編映画。ほぼ全編がアニメーションだが、戦時中に艦船が攻撃されるシーンは船の模型に火をつけて撮影された。柳原良平：原作・監督、中村メイコ：ナレーション。